# Piteraq
Der Piteraq (Plural Piteqqat) ist ein katabatischer Wind, der auf dem grönländischen Eisschild entsteht und dann an der Ostküste abwärts strömt.

## Etymologie
Das Wort piteraq ist die ostgrönländisch beeinflusste Form des westgrönländischen Worts pitoraq. Die ostgrönländische Form lautet pilerngar/pilarngar. Es wird von einer etymologischen Verbindung zur Verbalwurzel pitar- „durchdringen, überschreiten“ ausgegangen, die möglicherweise mit einem iterativen Suffix ausgeweitet wurde.

## Entstehung
Die Piteqqat entstehen bei besonderen Wetterlagen, wenn sich ein Tiefdruckgebiet über dem Meer südöstlich von Grönland, der Irmingersee, kommend nordwärts in die Dänemarkstraße bewegt. Da sich die Luft über dem bis zu drei Kilometer hohen Eis über Grönland stark abkühlt, sinkt sie ab und lastet auf dem Land. Es bildet sich ein Hoch, der natürliche Gegenpol des auf dem Meer befindlichen Tiefs. Dadurch saugt das Tief die kalten Luftmassen vom Eis Richtung Meer. Da die grönländische Küste durch Fjorde stark zerklüftet ist, werden die Luftmassen in den Tälern und Fjorden kanalisiert und dadurch verstärkt.
Piteqqat erreichen mittlere Windgeschwindigkeiten von rund 40 m/s und Spitzengeschwindigkeiten von bis zu 70 m/s. Der stärkste bekannte Piteraq geschah am 6. Februar 1970 in Tasiilaq, wo Windböen mit 90 m/s geschätzt wurden, nachdem der Windmesser durch den Sturm wie auch große Teile der Stadt zerstört worden waren.
Piteqqat treten vor allem im Fjord Kangersertuaq und der Bucht Ikeq (Køge Bugt) auf. Sie können auch im Fjord Sermilik auftreten und damit die dortigen Siedlungen betreffen. Oft folgen sie auf einen Neqqajaaq.